# Trincarino
Il trincarino è un elemento longitudinale di rinforzo della struttura di una nave in legno, posto alle estremità dei bagli.
I trincarini sono i primi corsi di fasciame (tavole) del ponte coperta della nave, contando dal lato dritto e da quello sinistro della murata della nave verso il centro, di spessore maggiorato rispetto ai secondi, controtrincarini (seconde tavole) e alle altre costituenti il piano di calpestio della coperta.
La stessa denominazione rimane nella costruzione navale metallica per le lamiere che costituiscono corsi di fasciame dei ponti delle navi in acciaio.
Nella transizione dalla costruzione dello scafo eseguita con unione delle lamiere tramite chiodatura a quella dello scafo interamente saldato i trincarini erano comunque uniti alle altre lamiere tramite chiodi e prendevano la denominazione di crack arrestors in quanto per la posa in opera del chiodo era necessaria la foratura delle lamiere da unire con fori di dimensioni che permettessero il passaggio del chiodo portato al calor rosso per poter essere ribadito.     
Con tale termine, attualmente, viene anche indicata la zona di unione tra i corsi del fasciame della cinta e quelli dei corsi di fasciame del ponte e tale componente dello scafo metallico generalmente è di forma arrotondata per ragioni di semplicità di esecuzione delle saldature di unione alle citate lamiere garantendo così una maggiore sicurezza dell'unione stessa.